# William Cecil Slingsby
Pour les articles homonymes, voir William Cecil.
William Cecil Slingsby (25 mai 1849 - 26 août 1929) est un alpiniste anglais très important pour le développement du sport en Norvège.
Il visite la Norvège pour la première fois en 1872 et s'éprend immédiatement du pays, qu'il visite 21 fois jusqu'en 1921. Durant cette période, il réalise une cinquantaine de premières ascensions, en particulier celle de Storen (2 405 m), troisième plus haut sommet de Norvège et considéré comme impossible jusque là. Il finit l'ascension seul et inspire toute la nation. Il est aussi l'un des pionniers du ski de montagne grâce à son expédition en hiver 1880 à Keisarpasset, près de Fannaråki.
Son livre, Norway: the Northern Playground, publié pour la première fois en 1904, contribue à populariser la Norvège.